# Internationaux de Strasbourg 2017
L'Internationaux de Strasbourg 2017 è stato un torneo femminile di tennis giocato sulla terra rossa. È stata la 31ª edizione del torneo che fa parte della categoria International nell'ambito del WTA Tour 2017. Si è giocato al Tennis-Club de Strasbourg di Strasburgo in Francia dal 21 al 27 maggio 2017.

## Partecipanti

### Teste di serie
| Nazionalità | Giocatrice           | Ranking* | Testa di serie |
| ----------- | -------------------- | -------- | -------------- |
| Danimarca   | Caroline Wozniacki   | 10       | 1              |
| Russia      | Elena Vesnina        | 15       | 2              |
| Croazia     | Mirjana Lučić-Baroni | 22       | 3              |
| Spagna      | Carla Suárez Navarro | 23       | 4              |
| Francia     | Caroline Garcia      | 24       | 5              |
| Australia   | Samantha Stosur      | 25       | 6              |
| Australia   | Dar'ja Gavrilova     | 33       | 7              |
| Cina        | Peng Shuai           | 39       | 8              |
| Porto Rico  | Mónica Puig          | 40       | 9              |

* Ranking al 15 maggio 2017.

### Altre partecipanti
Le seguenti giocatrici hanno ricevuto una Wild card:
- Alizé Cornet
- Amandine Hesse
- Samantha Stosur
- Elena Vesnina

Le seguenti giocatrici sono passate dalle qualificazioni:

- Ashleigh Barty
- Julia Boserup
- Madison Brengle
- Camila Giorgi
- Elizaveta Kuličkova
- Vera Lapko

Le seguente giocatrice è entrata in tabellone come lucky loser:
- Çağla Büyükakçay

## Campionesse

### Singolare
Samantha Stosur ha sconfitto in finale  Dar'ja Gavrilova col punteggio di 5-7, 6-4, 6-3.
- È il nono titolo in carriera per Stosur, primo della stagione.

### Doppio
Ashleigh Barty /  Casey Dellacqua hanno sconfitto in finale  Chan Hao-ching /  Chan Yung-jan col punteggio di 6-4, 6-2.